# 51-й охоронний загін
51-й охоронний загін (51st Guard Force, 51st Guard Unit) — підрозділ берегових військ Імперського флоту Японії.
Загін сформували у вересні 1941-го з розрахунку на підсилення угруповання, розташованого на Маршаллових островах (підмандатні японські території у Мікронезії). Він мав відповідати за оборону атола Джалуїт у південно-західній частині архіпелага, куди й прибув наприкінці осені 1941-го. Загін напряму підпорядковувався 6-й військово-морській базі (6th Base Force), що відповідала за Маршаллові острови в цілому.
На початку грудня дві роти загону — близько трьохсот морських піхотинців — виділили для десанту на острови Гілберта («Операція Гі»). Їх прийняли на борт мінний загороджувач «Окіносіма» та переобладнаний мінний загороджувач «Тенйо-Мару», які невдовзі після опівночі 10 грудня (всього через дві доби після нападу на Перл-Гарбор) висадили десант на атол Бутарітарі (у присвяченій тихоокеанським кампаніям літературі більше відомий як Макін — за назвою розташованого поряд острова). Оскільки на островах Гілберта не було озброєних військовослужбовців союзників, висадка пройшла без інцидентів.
У квітні 1942-го 51-й загін переформатували в 62-й охоронний загін, реорганізувавши підрозділи, базовані на Джалуїті.